# HRV Twenty20 2010/11
Die HRV Twenty20 2010/11 war die sechste Saison der auch als HRV Cup bezeichneten neuseeländischen Twenty20-Meisterschaft. Dabei nahmen die traditionellen First-Class Teams die neuseeländische Distrikte repräsentieren an dem Turnier teil. Sieger waren die Auckland Aces, die sich im Finale mit 4 Runs gegen die Central Districts Stags durchsetzten.

## Format
Die sechs Mannschaften spielten in einer Gruppe gegen jedes andere Team jeweils zwei Mal. Der Gruppenerste und -zweite qualifizierten sich für das Finale.

## Gruppenphase
Tabelle
| Teams                   | Sp. | S | N | NR | P  | RR     |
| ----------------------- | --- | - | - | -- | -- | ------ |
| Auckland Aces           | 10  | 6 | 2 | 2  | 28 | −0.191 |
| Central Districts Stags | 10  | 6 | 3 | 1  | 26 | +0.708 |
| Canterbury Wizards      | 10  | 5 | 4 | 1  | 22 | +0.181 |
| Northern Knights        | 10  | 4 | 5 | 1  | 18 | +0.046 |
| Wellington Firebirds    | 10  | 4 | 5 | 1  | 18 | −0.212 |
| Otago Volts             | 10  | 0 | 6 | 4  | 8  | −0.973 |

### Spiele
| 2. Dezember Scorecard | Hamilton | Central Districts Stags 177-5 (20)    | – | Northern Knights 99 (18.2) |
|                       |          | Central Districts gewinnt mit 78 Runs |   |                            |

| 3. Dezember Scorecard | Auckland | Auckland Aces 154-8 (20)     | – | Central Districts Stags 104 (16.3) |
|                       |          | Auckland gewinnt mit 50 Runs |   |                                    |

| 4. Dezember Scorecard | Wellington | Otago Volts 153-6 (20)           | – | Wellington Firebirds 156-7 (19.4) |
|                       |            | Wellington gewinnt mit 3 Wickets |   |                                   |

| 5. Dezember Scorecard | Auckland | Auckland Aces 74 (18.5)                  | – | Northern Knights 76-2 (9.3) |
|                       |          | Northern Districts gewinnt mit 8 Wickets |   |                             |

| 5. Dezember Scorecard | Wellington | Wellington Firebirds 148-5 (20)  | – | Canterbury Wizards 151-7 (19.4) |
|                       |            | Canterbury gewinnt mit 3 Wickets |   |                                 |

| 8. Dezember Scorecard | Oamaru | Otago Volts 132 (20)                     | – | Northern Knights 134-1 (13.2) |
|                       |        | Northern Districts gewinnt mit 9 Wickets |   |                               |

| 9. Dezember Scorecard | Nelson | Central Districts Stags 128-8 (20) | – | Wellington Firebirds 132-2 (19.3) |
|                       |        | Wellington gewinnt mit 8 Wickets   |   |                                   |

| 10. Dezember Scorecard | Nelson | Canterbury Wizards 147-8 (20) | – | Central Districts Stags 141-6 (20) |
|                        |        | Canterbury gewinnt mit 6 Runs |   |                                    |

| 10. Dezember Scorecard | Invercargill | Auckland Aces 175-8 (20)                 | – | Otago Volts 116-3 (14.5/14.5) |
|                        |              | Auckland gewinnt mit 8 Runs (D/L method) |   |                               |

| 12. Dezember Scorecard | Christchurch | Auckland Aces 155-6 (20)   | – | Canterbury Wizards 154-5 (20) |
|                        |              | Auckland gewinnt mit 1 Run |   |                               |

| 12. Dezember Scorecard | Invercargill | Otago Volts 175-6 (20)                  | – | Central Districts Stags 178-3 (17.3) |
|                        |              | Central Districts gewinnt mit 7 Wickets |   |                                      |

| 12. Dezember Scorecard | Wellington | Northern Knights 201-6 (20)            | – | Wellington Firebirds 147 (19.5) |
|                        |            | Northern Districts gewinnt mit 54 Runs |   |                                 |

| 14. Dezember Scorecard | Wellington | Auckland Aces 125-5 (12/12) | – | Canterbury Wizards 123-5 (12/12) |
|                        |            | Auckland gewinnt mit 2 Runs |   |                                  |

| 15. Dezember Scorecard | Christchurch | Otago Volts 168-7 (20)           | – | Canterbury Wizards 171-4 (19.1) |
|                        |              | Canterbury gewinnt mit 6 Wickets |   |                                 |

| 17. Dezember Scorecard | Hamilton | Canterbury Wizards 138-8 (18/18)         | – | Northern Knights 142-2 (13.3/18) |
|                        |          | Northern Districts gewinnt mit 8 Wickets |   |                                  |

| 18. Dezember Scorecard | Auckland | Auckland Aces 15-0 (2.1) | – | Otago Volts |
|                        |          | No Result                |   |             |

| 19. Dezember Scorecard | Auckland | Auckland Aces   | – | Wellington Firebirds |
|                        |          | Match abandoned |   |                      |

| 19. Dezember Scorecard | Christchurch | Central Districts Stags 73-8 (10/10) | – | Canterbury Wizards 70-9 (10/10) |
|                        |              | Central Districts gewinnt mit 3 Runs |   |                                 |

| 19. Dezember Scorecard | Mount Maunganui | Northern Knights | – | Otago Volts |
|                        |                 | Match abandoned  |   |             |

| 21. Dezember Scorecard | Auckland | Auckland Aces 180-8 (20)     | – | Canterbury Wizards 168-9 (20) |
|                        |          | Auckland gewinnt mit 12 Runs |   |                               |

| 21. Dezember Scorecard | Hamilton | Wellington Firebirds 202-6 (20) | – | Northern Knights 159 (18.5) |
|                        |          | Wellington gewinnt mit 43 Runs  |   |                             |

| 22. Dezember Scorecard | New Plymouth | Central Districts Stags | – | Otago Volts |
|                        |              | Match abandoned         |   |             |

| 23. Dezember Scorecard | Timaru | Canterbury Wizards 207-6 (20) | – | Wellington Firebirds 202-4 (20) |
|                        |        | Canterbury gewinnt mit 5 Runs |   |                                 |

| 23. Dezember Scorecard | New Plymouth | Northern Knights 110 (18.5)             | – | Central Districts Stags 113-4 (17.3) |
|                        |              | Central Districts gewinnt mit 6 Wickets |   |                                      |

| 27. Dezember Scorecard | Mount Maunganui | Northern Knights 135-8 (20)    | – | Auckland Aces 136-2 (18.3) |
|                        |                 | Auckland gewinnt mit 8 Wickets |   |                            |

| 27. Dezember Scorecard | Alexandra | Otago Volts     | – | Canterbury Wizards |
|                        |           | Match abandoned |   |                    |

| 27. Dezember Scorecard | Wellington | Central Districts Stags 192-8 (20)    | – | Wellington Firebirds 163-6 (20) |
|                        |            | Central Districts gewinnt mit 29 Runs |   |                                 |

| 29. Dezember Scorecard | Christchurch | Canterbury Wizards 163-5 (20)  | – | Northern Knights 103 (18) |
|                        |              | Canterbury gewinnt mit 60 Runs |   |                           |

| 29. Dezember Scorecard | New Plymouth | Auckland Aces 180-7 (20)                | – | Central Districts Stags 183-2 (16.5) |
|                        |              | Central Districts gewinnt mit 8 Wickets |   |                                      |

| 29. Dezember Scorecard | Queenstown | Otago Volts 147-8 (20)           | – | Wellington Firebirds 148-7 (19.5) |
|                        |            | Wellington gewinnt mit 3 Wickets |   |                                   |

## Finale
| 31. Januar Scorecard | Auckland | Auckland Aces 168-8 (20)    | – | Central Districts Stags 154-9 (20) |
|                      |          | Auckland gewinnt mit 4 Runs |   |                                    |